# 馬爾杜湖
59°26′49″N 24°59′51″E / 59.44694°N 24.99750°E

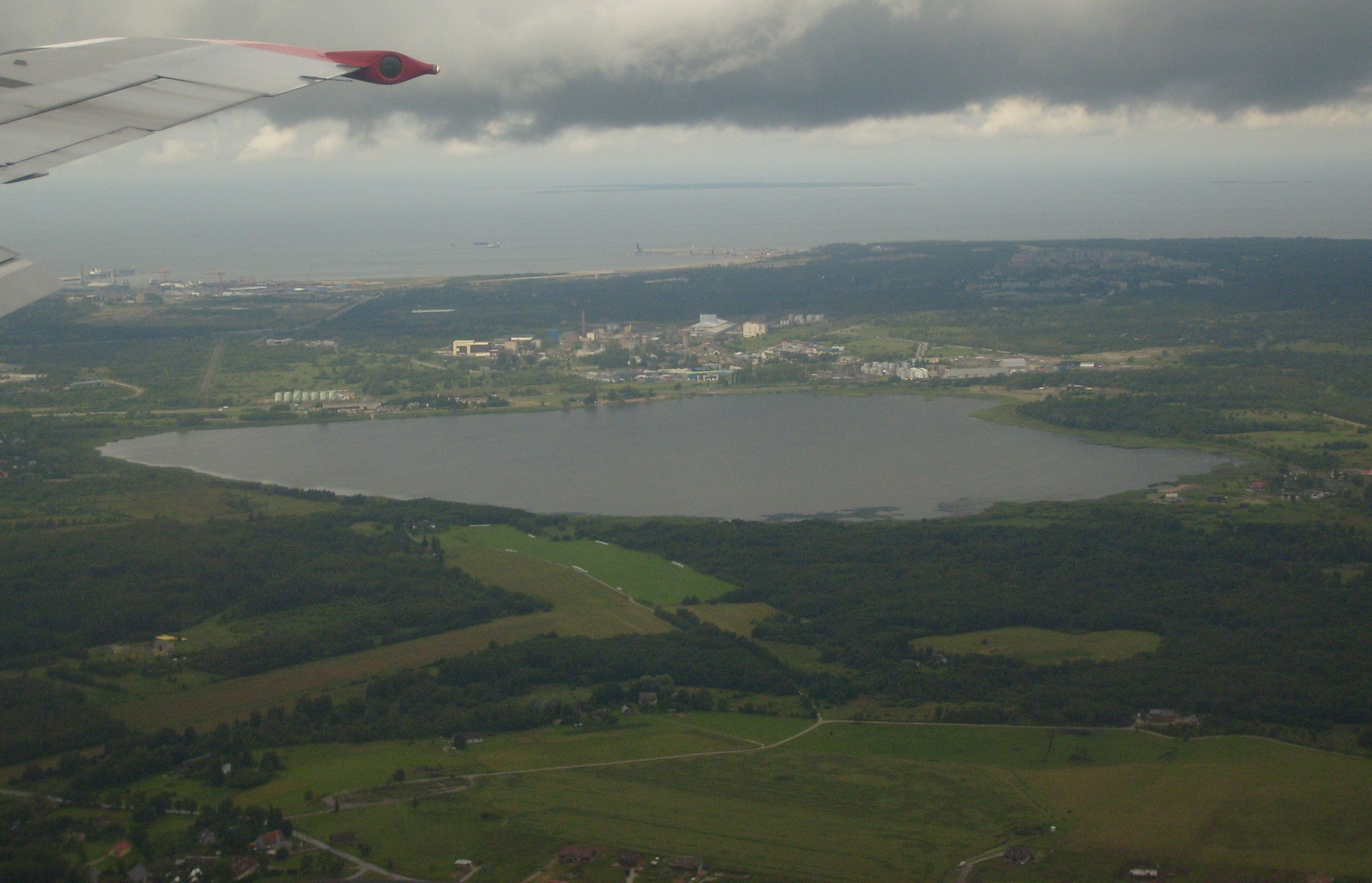
馬爾杜湖

馬爾杜湖是愛沙尼亞的湖泊，由哈爾尤縣負責管轄，長1.4公里、寬0.92公里，面積0.16平方公里，集水區面積13.4平方公里，海拔高度33米，湖岸線長度5.8公里，平均水深1.5米，最大水深3.7米。